# Beni della casata d'Orléans
Durante l'Ancien Régime, i beni della casa d'Orléans (biens de la maison d'Orléans) comprendevano due parti distinte di possedimenti: l'apanage ed i "biens patrimoniaux".

## Ancien Regime

### L'apanage d'Orléans

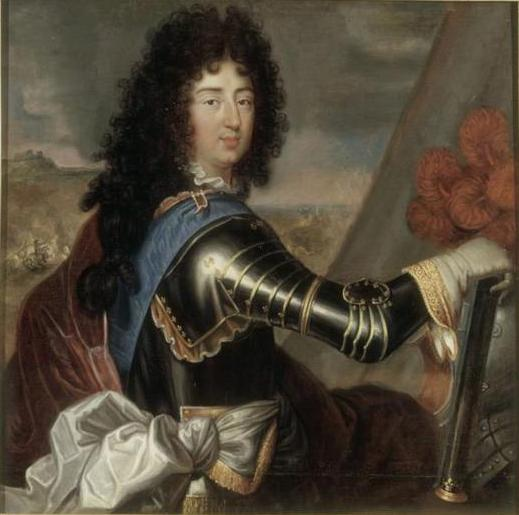
Filippo di Francia indossa il l'armatura ed il cordon bleu dell'Ordine dello Spirito Santo.

L'appannaggio degli Orléans venne originariamente costituito da re Luigi XIII per suo fratello Gastone. Questi, morto senza eredi nel 1660, fece tornare l'appannaggio concessogli alla corona di Francia. Luigi XIV poco dopo, nel 1661, concesse tale appannaggio a suo fratello Filippo. Originariamente composto dai titoli di duca d'Orléans, duca di Valois e duca di Chartres e signore di Montargis, esso venne espanso nel tempo come segue:
- Nel 1672, Luigi XIV aggiunse il titolo di duca di Nemours, le contee di Dourdan e di Romorantin, il marchesato di Coucy e di Folembray.
- Nel 1692, il Palais-Royal venne incorporato nell'appannaggio in contemplazione di una clausola del testamento del cardinale Richelieu che lo aveva concesso ad uso del re
- Nel 1740, Luigi XV vi aggiunse l'hôtel de Grand-Ferrare a Fontainebleau.
- Nel 1751, la contea di Soissons.
- Nel 1766, La Fère, Marle, Ham, Saint-Gobain, il Canale dell'Ourcq, e l'hôtel Duplessis-Châtillon a Parigi.

### Ibiens patrimoniaux
I "biens patrimoniaux" avevano diverse origini:
- Eredità della Grande Mademoiselle nel 1693: la Grande Mademoiselle rese suo cugino Monsieur suo erede universale. Alla sua morte, Monsieur ottenne i ducati di Montpensier e di Châtellerault, il marchesato di Mézières-en-Brenne, le contee di Mortain, di Bar-sur-Seine, le vicecontee di Auge e di Domfront, la baronia di Beaujolais ed il principato di Joinville.
- Nel 1742, la dote di 4.000.000 di livres da Luisa Elisabetta di Borbone-Orléans, figlia di Filippo II di Borbone-Orléans, i. Reggente, che aveva sposato Luigi I di Spagna, che venne restituita alla famiglia Orléans che ne aveva pagata solo la metà.
- La famosa Collezione Orleans, in gran parte formata da Filippo II, e venduta in toto durante la Rivoluzione da Luigi Filippo d'Orléans (1747-1793).
- Eredità del duca di Penthièvre, che morì nel 1793, e la cui figlia, Luisa Maria Adelaide di Borbone-Penthièvre, aveva sposato Luigi Filippo d'Orléans.

### Acquisti
Oltre alle rendite dagli appannaggi e dai "biens patrimoniaux", ai soldi ricavati dai ruoli e dagli uffici ottenuti dai membri della casata d'Orléans, vi furono una serie di terre e castelli acquistati:
- Il Castello di Châtillon-sur-Chalaronne, acquistato da Françoise de Bonne, duchessa di Créquy, figlia di Lesdiguières, il 7 dicembre 1645[1], venduto per 47.000 livres a Gastone d'Orléans, padre di Mademoiselle de Montpensier, che lo portò nella rendita patrimoniale della casata. Nel 1715[1] Filippo d'Orléans donò la parte alta delle rovine del castello alle religiose Orsoline. Dal 1757 al 1776[1], venne affittato a Camille-Louis Perrichon, signore di Tremblay.
- il Castello di Saint-Cloud, acquistato da Monsieur nel 1658 per 240.000 livres, esteso e notevolmente trasformato sotto la sua reggenza. Il duca Lugii Filippo, che aveva abbandonato Saint-Cloud dopo il suo matrimonio morganatico con Madame de Montesson, venne costretto a cederlo a Luigi XVI per 6.000.000 di livres, dei quali 4 servirono per ripagare i debiti fatti dal duca. La vendita venne conclusa il 24 ottobre 1784.
- il Castello di Bagnolet, acquistato nel 1719 da Filippo II di Borbone-Orléans e rivenduto nel 1769 da Luigi Filippo I di Borbone-Orléans.
- il Castello di Raincy, acquistato da Luigi Filippo I di Borbone-Orléans nel 1769.
- Il Castellop di Maison-Rouge a Gagny, acquistato nel 1771 dal marchese di Montfermeil da parte di Luigi Filippo d'Orléans. Venne confiscato come proprietà dello stato e venne acquistato nel 1816 da Nicolas Charles Legrand, il quale lo vendette per 60.000 franchi a Luigi Filippo di Francia il 29 dicembre 1845.
- Il Castello di Saint-Leu, acquistato nel 1780 da Luigi Filippo II di Borbone-Orléans.
- Le Folie de Chartres, create per volere di Luigi Filippo d'Orléans ed oggi all'origine del Parc Monceau di Parigi.

## I beni sotto la monarchia di luglio

### L'atto di donazione del 7 agosto 1830

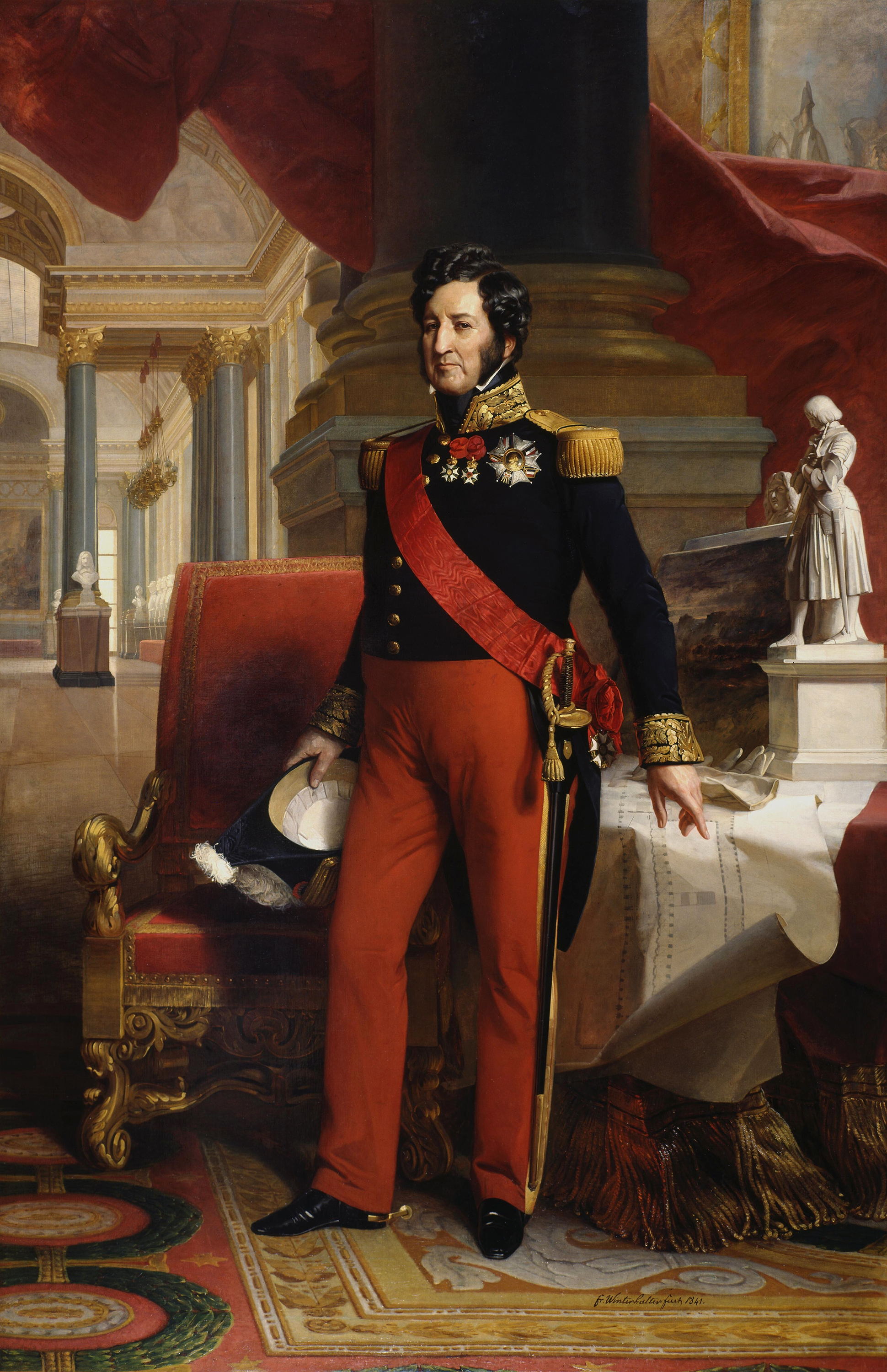
Luigi Filippo di Francia

Il 7 agosto 1830, due giorni prima della sua ascesa al trono, Luigi Filippo d'Orléans passò, in presenza del suo notaio, Jean Antoine Philippe Dentend, un atto di "donazione" dei suoi "beni patrimoniali" per evitare che essi fossero uniti a quelli della corona dopo la sua ascesa al trono, secondo l'antica legge francese. Nel 1830, pertanto, i soli beni privati della famiglia Orléans vennero esclusi dai beni della corona, riservandone comunque l'usufrutto personale.

### Beni ereditati da Luigi Filippo
- Il Castello di Dreux: acquistato nel 1815 per Maria Adelaide di Borbone-Penthièvre, figlia d Luigi Giovanni Maria di Borbone-Penthièvre e madre di Luigi Filippo.
- Il Castello d'Arc-en-Barrois: il dominio venne restituito nel 1814 alla figlia del duca di Penthièvre, Maria Adelaide, che nel 1769 aveva sposato Luigi Filippo, duca d’Orléans. La figlia di quest'ultimo, Adelaide d'Orléans (sorella di Luigi Filippo), ereditò e fece ricostruire il castello. Lasciò in eredità il castello a suo figlio il principe di Joinville.
- Il Castello d'Eu: bene della duchessa d'Orléans, divenne residenza di Luigi Filippo, re dei Francesi (1830-1848), dove ricevette per ben due volte la regina Vittoria del Regno Unito in visita nel 1843 e nel 1845
- Il Castello di Randan: acquisito da Adelaide d'Orléans nel 1821 e lasciato per testamento a suo nipote il duca di Montpensier.
- Il Castello de l'Arrouaise: alla morte di Luigi Enrico di Borbone, ultimo principe di Condé, suo nipote Enrico d'Orléans, duca d'Aumale, ereditò nel 1830 l'immenso patrimonio fondiario in Guisa pari a più di 10.000 ettari di boschi, terreni e castelli in Thiérache[3]. Il dominio di Guisa ed i castelli passarono, alla morte del duca di Aumale, a suo nipote il duca di Chartres (1840-1910), e poi al figlio di questi Giovanni d'Orléans (1874-1940), che portò il titolo di cortesia di "duca di Guisa".
- Il Castello di Chantilly: lasciato in eredità da principe di Condé al duca d’Aumale e legato nel 1897 all'Institut de France.

### Acquisti fatti da Luigi Filippo
- Il Palazzo d'Orléans a Palermo, acquisito nel 1809
- Il Castello di Neuilly a Neuilly-sur-Seine, acquisito il 16 luglio 1819 dal futuro Luigi Filippo in camvio delle scuderie dette "di Chartres" situate in rue Saint-Thomas du Louvre.
- Il Castello di Maison-Rouge a Gagny (vedi sopra) acquistato da Luigi Filippo il 29 dicembre 1845 per 60.000 franchi. Dopo la Rivoluzione del 1848, l'ex re mise il suo castello a disposizione del suo ex aiutante di campo, il generale de Rumigny, che lo acquistò il 12 gennaio 1853 a seguito del decreto del 10 gennaio 1852 che confiscava i beni della casata d'Orléans.
- Il Castello di La Ferté-Vidame che venne restituito alla duchessa di Orléans con la Restaurazione, alla sua morte nel 1821 passò a suo figlio primogenito Luigi Filippo, futuro re dei francesi. Egli fece ricostruire i muri di difesa del dominio, riparò le forniture d'acqua ed espanse il castello (di ridotte dimensioni) ma venne interrotto in tutto questo dalla rivoluzione del 1848.

## I possedimenti degli Orléans durante il loro esilio nel Regno Unito

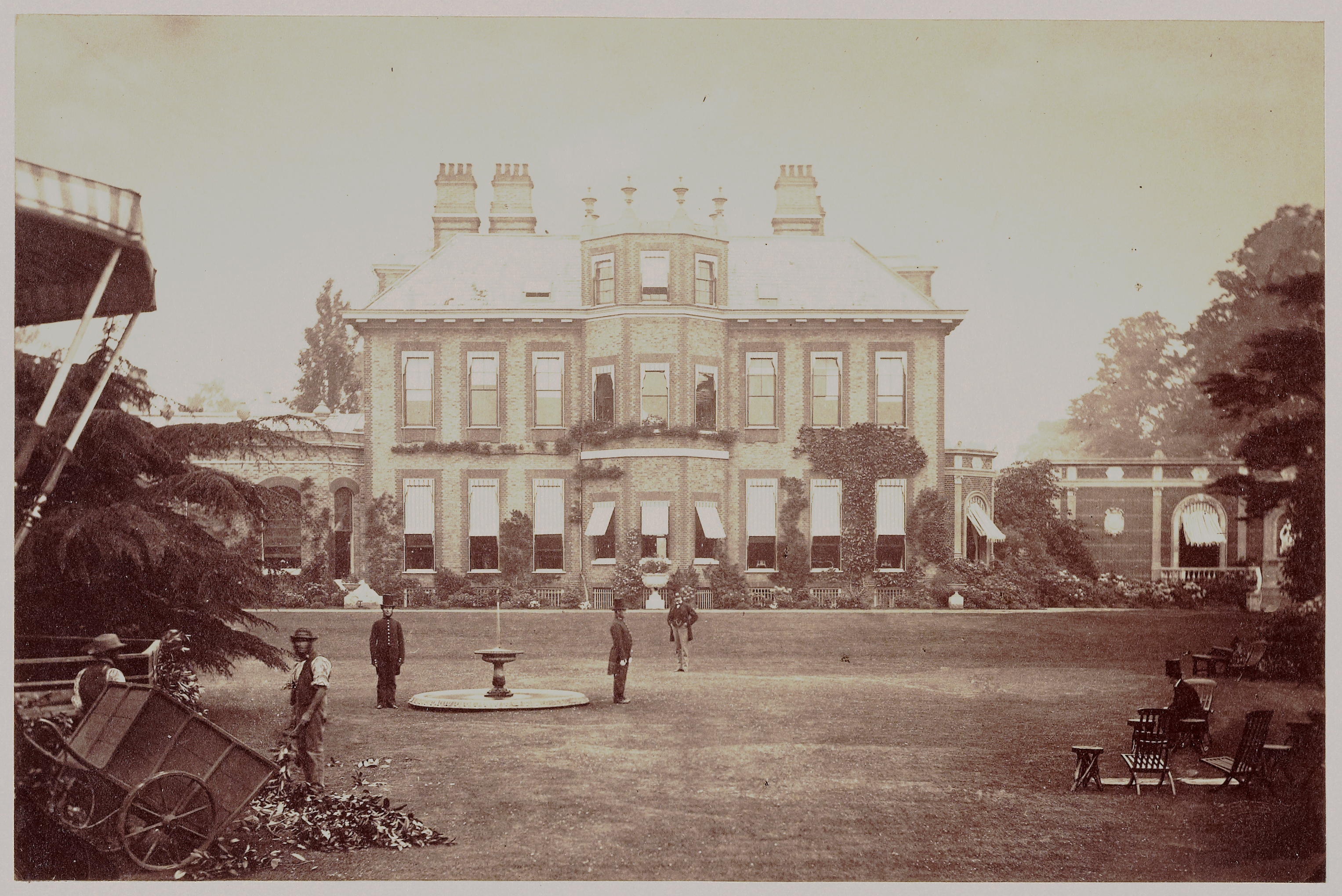
Orleans House a Twickenham.

- Orléans House a Twickenham: acquistata da Luigi Filippo e dai suoi fratelli tra il 1800 ed il 1807 servì a Luigi Filippo ed a Maria Amelia di Borbone-Due Sicilie dal 1814 al 1817, passò a Enrico, duca d'Aumale e vi si trasferì stabilmente dal 1852[4].
- Claremont House nel Surrey: concessa nel 1848 da Leopoldo I del Belgio al suo padrino Luigi Filippo ed alla famiglia di questi.
- Morgan House nel distretto di Ham presso Richmond: acquistata nel 1863 da Roberto, duca de Chartres
- Bushy House nel distretto di Richmond: concessa nel 1865 da Vittoria del Regno Unito a Luigi, duca di Nemours ed alla sua famiglia.
- York House a Twickenham: acquistata nel 1864 da Filippo d'Orléans come residenza per suo figlio, Filippo d'Orléans, dal 1896 al 1906.
- Stowe House nel Buckinghamshire: acquistata ed abitata da Filippo d'Orléans dal 1889 al 1894.